# Хогевег, Полина
Полина Хогевег (нидерл. Paulien Hogeweg; р. 1943) — нидерландский теоретический биолог и исследователь сложных систем. В 1970 году вместе с Беном Хеспером ввела термин биоинформатика, определив его как «изучение информационных процессов в биотических системах».

## Образование и карьера
Хогевег получила степень бакалавра Амстердамского университета в 1969 году. В 1976 году она получила степень Ph.D. Утрехтского университета; её докторская диссертация озаглавлена «Topics in Biological Pattern Analysis» и относится к образованию паттернов и теории распознавания образов в биологии. В 1977 году Хогевег основала исследовательскую группу Утрехтского университета по теоретической биологии и биоинформатике и возглавляла её до 2009 года.

## Исследования
Была одним из пионеров основанного на агентном моделировании изучения развития социальных структур в сообществах животных, используя принцип возможности: «агенты делают то, что в этой ситуации можно сделать» и принцип иерархии, также известный как «эффект победителя и проигравшего». Одной из первых использовала клеточные автоматы для изучения экологических и эволюционных процессов и показала, что пространственное образование паттернов может изменять воздействие движущих сил эволюции. Расширив клеточную модель Поттса для изучения морфогенеза и развития, она смогла промоделировать полный жизненный цикл Dictyostelium discoideum, используя простые правила для хемотаксиса и дифференциальной адгезии. Этот подход сейчас используется для моделирования во многих областях биологии развития (также эволюционной биологии развития, и для моделирования миграции иммунных клеток лимфоидной ткани.